# Balassa Imre (birtokos)
Balassa Imre, Balassy (balassagyarmati gróf) (17. század – Tállya, 1683) birtokos.

## Élete
Édesapjától, Imrétől a 17. század közepén örökölte meg a divényi uradalmat, mely a központját képező várról kapta nevét, ezzel Nógrád vármegye legnagyobb birtokosa lett. Az uradalomhoz mintegy 50 település tartozott Nógrád és Pest vármegyékben, sőt még  Csanád vármegyében is tartoztak hozzá birtokrészek. Mivel Csanád vármegye akkoriban a török hódoltság területéhez tartozott, ezért felvidéki magyar végváriakkal állapodott meg fele nyereségre, hogy birtokai, Makó és közel húsz, környékbeli falu adóját behajtsák neki; a feladatot éveken át a török várak között délre vágtató magyar lovascsapatok hajtották végre: fosztották ki Balassa jobbágyait, és hajtották el gulyáikat. Balassagyarmat fele is az ő birtokaihoz tartozott. Mivel Gyarmat a Balassák ősi birtoka volt, ezért jogot formáltak a vár örökös főkapitányságára.
1652-ben gróf Esterházy Ferenc gyarmati várkapitány elesett a vezekényi csatában, így Balassa Ferenc lett az új főkapitány. A féktelen Balassa Imre azonban szintén magának követelte a főkapitányi címet, hiszen felerészben ő volt a város tulajdonosa és több háza is volt a településen. Az 1650-es és 60-as években folyamatosak voltak a Balassák közötti torzsalkodások Balassagyarmaton. Imre is Gyarmat kapitányának tekintette magát és katonáival más magyar végváriakkal szövetkezve számos rajtaütést indított a törökök ellen Gyarmatról kiindulva. 1663-ban például a törökök által nemrég elfoglalt Buják várát foglalták vissza vezetésével a korponaiakkal kiegészült gyarmati vitézek, a törökök szabad elvonulás fejében adták át a várat. A magyarok  azonban a megállapodás ellenére Csécse mellett megtámadták a kivonulókat és legnagyobb részüket megölték.
A divényi várban lakozó Balassa Imre sűrűn került összetűzésbe a környékbeli birtokosokkal, határvitáiból, jogtalan hatalmaskodásaiból számtalan pereskedése származott. 1656-ban saját divényi várkapitánya, Libercsey Mihály is megundorodott ura bűntetteitől, és legnagyobb ellenlábasához, a gácsi várat uraló Forgách Ádámhoz szegődött szolgálatra.
Időközben Imrét emberölés vádjával Bécsbe idézték, mert feleségét, Lippay Borbálát a divényi vár ablakán kihajította. Mivel a főúr a tárgyaláson nem jelent meg, a birtokait elkobozták, őt száműzetésre ítélték. Hamarosan azonban – befolyásos udvari barátai segítségével – visszakapta minden uradalmát. A garázda gróf felfogadva a környék szegénylegényeit és csavargóit, sorra dúlta a szomszédos nemesi kúriákat és falvakat. Megtámadott egy török kereskedelmi szállítmányt is, ezzel megszegve az 1664-es vasvári békét. A Bécsből várható felelősségre vonás elől Erdélybe menekült, de ottani rokonai ellenségesen fogadták, ezért inkább visszatért Pozsonyba. 1665-ben Wesselényi Ferenc nádorispán ítélőszékében 32 rendbeli nyilvános hatalmaskodás miatt bűnösnek nyilvánított Balassát a pozsonyi várba zárták be. Ő azonban még az év vége előtt megszökött és divényi várába menekült.
1666 március 21-én embereivel a környék jobbágyait összeterelte, hogy régi ellenfelei, a Forgáchok gácsi várát elfoglalja. Mintegy kétezer paraszt és 300-400 hajdú részvételével indult el a támadás kibontott zászlókkal, dobszóval, kiabálással, erős lövöldözéssel kísérve. Maga a gróf nem ment el Gácsig, hanem távolabbról, egy patak partjáról figyelte az eseményeket. Gács várához érve az ostromlók leverték a lakatokat a kapuról, majd behatoltak a külső várba. A heves tűzharc puskaropogását még a távoli Divényben is hallották. A lövöldözésben Forgách gróf egyik embere meghalt, másiknak a kezét lőtték meg. Az ostromlók behatoltak az istállókba, ahonnét elrabolták a lovakat. Felverték a vár alatti majorokat is, a lakosság juhait, disznóit elhajtották. Amit nem tudtak elvinni, azt leölték, és a patakba hajították. A majorgazdát megkötözve elhurcolták Divénybe, és tömlöcbe vetették. Ezt megelégelve 1666 őszén a Wesselényi Ferenc nádorispán vezette, mintegy háromezer főnyi katonaság ostrom alá vette a divényi várat, amit alig egynapi lövetés után feladtak gyáva védői, akik a nádornak átadták a megkötözött Balassa nagyurat.  A garázda rablólovagot a nádor murányi várába szállították el, majd onnan Pozsonyba.

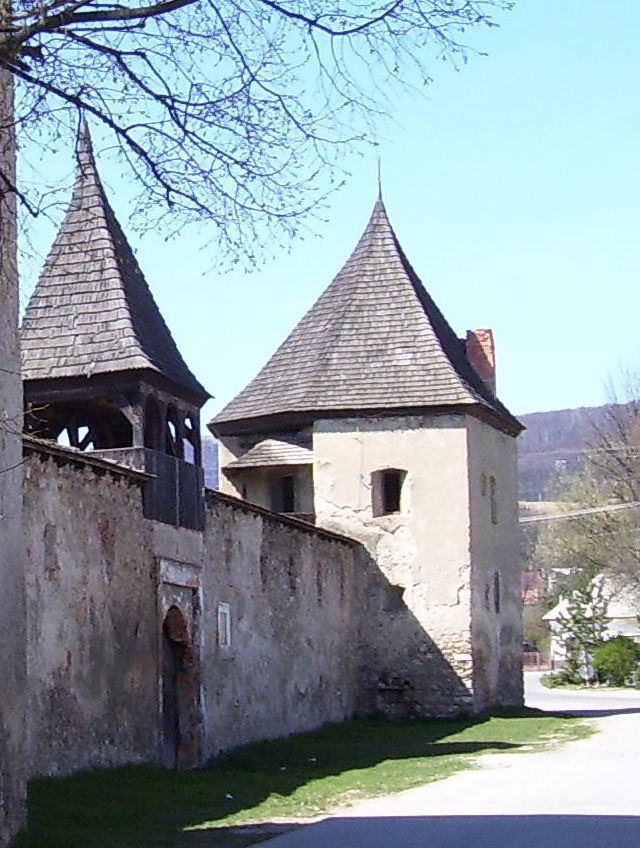
Balassa Imre divényi várkastélya a Várhegy tövében

1667 júniusában kiengedték rabságából, azonban vagyonát jelentősen megsarcolták, és divényi várába sem költözhetett vissza, ide császári őrséget helyeztek. Viszont engedélyezték neki, hogy a várhegy alatt építsen magának egy új várkastélyt. A várkastély 1670-re el is készült, bejárata fölé a következő szöveget vésette: Homo proponit, Deus disponit (azaz Ember tervez, Isten végez). A főúr új várkastélyában tovább folytatta mulatozásait, mindennapos tivornyáit. Időközben 1669-ben megszerezte a Pest vármegye főispánja címet is, ami a valóságban nem sokat ért, mert Pest vármegye a török hódoltság területére esett.[forrás?]
Titokban azonban várának visszaszerzését tervezte. Ennek érdekében összebarátkozott a császári zsoldosok kapitányával, akit tisztjeivel együtt meghívott a várkastélyába. Itt a mulatozás alatt leitatta őket, majd a berohanó cimborái mindet lekaszabolták. Felöltve a ruháikat még aznap éjjel bemasíroztak a várba, aminek gyanútlan őrségét lefegyverezték. A fékezhetetlen rabló újabb gaztette kiváltotta a bécsi udvar haragját. 1674-ben mintegy négyezer főnyi császári sereg vette ostrom alá Divény várát, azonban kénytelenek voltak szégyenszemre elvonulni a Balassa által védett vár alól.
Az elbizakodott főúr tovább folytatta rablásait, majd csatlakozott a Thököly Imre vezette kuruc felkeléshez. 1679-ben azután végleg kelepcébe került divényi várában, amikor Strassaldo és Leslie császári tábornokok csapatai vették ostrom alá. Erős ágyúzás után a császári zsoldosok rohammal elfoglalták a várat, ahol ismét foglyul ejtették a garázda nagyurat. A várat végleg felrobbantották, Balassa Imrét pedig bebörtönözték és minden birtokát elkobozták.
De ő ismét megszökött és Tállyán halt meg 1683-ban.

## Művei
- Állítólag megmaradtak – legalábbis a Borovszky Samu féle Nógrád vármegye kötet szerint – azok a levelek, melyeket az 1650-es években a liptói ispánhoz intézett a gyarmati várhoz szükséges közmunkák kiállítását sürgetve.
- Naplókönyve 1679–1680. (ívrét 84 oldal) kéziratban megvan az Országos Széchényi Könyvtárban. Nagy részét jószágainak kormányzására vonatkozó jegyzetek, panaszlevelek és folyamodások teszik; részben saját kezűleg van írva; az eleje és a vége hiányzik.[2]